# 原口沙輔
原口 沙輔（はらぐち さすけ、2003年5月21日 - ）は、日本のトラックメイカー、作詞家、作曲家、編曲家、音楽プロデューサー、レコーディング・エンジニア、シンガーソングライター、ダンサー、DJ、声優、ドラマー、ボカロP。
愛媛県松山市出身。2018年より所属していたワーナーミュージック・ジャパン・CENTROを離れ、2021年1月よりフリーランスで活動中。2023年5月9日に名義を「SASUKE」から「原口沙輔」に変更した。

## 概要・人物
2歳の頃に独学でダンスを、5歳で父親が所有していたMacBook ProにインストールされているApple製のDAW・GarageBandのループ (音楽)音源を使用して独学で作曲を開始する。
10歳でアメリカのニューヨークにあるアポロ・シアターで開催されているイベント『アポロシアターアマチュアナイトトップドッグ』に参加し日本人最年少で優勝を果たす。また、この頃より「ゼロから作らないと自分の曲じゃない」と思うようになり、Native Instruments製のMaschineを使用しての作曲に切り替え、昨今は同じくNative Instruments製のソフトウェア・シンセサイザーであるMASSIVEと、ミュージックワークステーションを使用している。
楽曲制作もダンスも飽きることはないが、バランスが変わることはあり、『アポロシアターアマチュアナイト』の出演以降は制作を主としている。SASUKE曰く「ダンスを楽器の一つと捉えるようになり、音楽や世界観を表現するための手法になった」という。
座右の銘としてNo Happy No Lifeを掲げており、楽しいほうと楽しくないほうだったら迷わず楽しいほうを選ぶという。
影響を受けたミュージシャンはテイ・トウワと坂本龍一。

## バイオグラフィ
- 2015年
  - 自身のYouTubeチャンネル「SASUKE TV」（通称：STV）を開設。以後2018年まで投稿する。
- 2018年
  - 12月12日：新しい地図 join ミュージックに「#SINGING」を楽曲提供[3]。
  - 12月26日：1stデジタルシングル「インフルエンザー」でワーナーミュージック・ジャパンからメジャー・デビュー。
- 2019年
  - 自身の新YouTubeチャンネル「SASUKE MUSIC VIDEO」を開設。
  - 3月13日：2ndデジタルシングル「平成終わるってよ」を発売[4]。
  - 4月：音楽活動を優先するため通信制のN高等学校に入学する。また、入学式では生徒宣誓を務めた[5]。
  - 5月1日：3rdデジタルシングル「新元号覚え歌」を発売[6]。
  - 8月7日：4thデジタルシングル「J-POPは終わらない」を発売[7]。
  - 8月31日：5thデジタルシングル「夏ぼっち」を発売。
- 2020年
  - 3月7日：6thデジタルシングル「Part.2」を発売。
  - 5月22日：7thデジタルシングル 「目覚めるだけ」を発売。
  - 7月31日：8thデジタルシングル「Times」を発売。
  - 12月18日：愛媛・伊予観光大使（若者応援枠）「（愛称：フレッシュいよかん大使）」に任命された[8]。
- 2021年
  - 2月19日：9thデジタルシングル「Good Gravity」を発売。
  - 3月26日：10thデジタルシングル「PULL ME OUT!」を発売。
  - 4月12日：「SASUKE TV」（通称：STV）をエレクトリック少年ボウイと改名し3年ぶりに再開した。
  - 4月22日：2020年東京オリンピックの聖火リレーにて愛媛県にて聖火ランナーを務めた[9]。
  - 4月30日：11thデジタルシングル「プラネット・ナイン」を発売。
  - 6月21日：12thデジタルシングル「梅雨嫌い」を発売。
  - 9月5日：2020年東京パラリンピック閉会式出演[10]。
- 2022年
  - 1月30日：13thシングル「また会いましょう」発表。
  - 3月24日：N高校卒業。N高校・S高校卒業式にて特別表彰。
  - 3月27日：神山まるごと高専 presents 未来の学校FES 10代・20代 先輩起業家セッション! 登壇。
  - 4月：InterFM897 ｢Tokyo Scene」マンスリーアーティストとして「SASUKE Scene｣に出演。NHK ひめポン! 新テーマソング・お天気コーナー曲提供[11]。新テーマソングは3年振り[12]。
  - 4月10日：N中等部・N/S高等学校 メタバース入学式出演[13]。
  - 4月22日：ブラジルのセッションバンド「a Timeline｣のMojuba - Sasuke remixが配信リリース。
  - 5月18日：DE DE MOUSEとのコラボレーション曲「プレ・ロマンス」配信。
  - 6月22日：池田エライザのアルバム「失楽園」DELUXE版 Close to you (SASUKE Remix) 発売。
  - 7月22日：第35回ねんりんピック愛顔のえひめ2023 大会テーマソング中川奈美「よーいドン!ダンス」の作詞・作曲・編曲を担当。
  - 8月6日：2023年開校予定 神山まるごと高専(仮) の起業家講師を務める。
- 2023年
  - 5月9日：名義を「SASUKE」から「原口沙輔」に変更し、1stアルバム「アセトン」を配信[14]。
  - 8月6日：ニコニコ動画にて「人マニア - 重音テト」を公開、ボカコレ2023夏TOP100ランキングに参加し11位を獲得[15]。
- 2024年
  - 2月23日：ニコニコ動画にて「イガク ‐ 重音テト」を公開、ボカコレ2024冬TOP100ランキングで優勝[16][17]。

## ディスコグラフィ

### デジタル・シングル
|      | 発売日         | タイトル           | 規格                   | 収録作品 | ビルボード | 備考                              |
| ---- | -------------- | ------------------ | ---------------------- | -------- | ---------- | --------------------------------- |
| 1st  | 2018年12月26日 | インフルエンザー   | デジタル・ダウンロード | 未公表   | 圏外       |                                   |
| 2nd  | 2019年3月13日  | 平成終わるってよ   | デジタル・ダウンロード | 未公表   | 圏外       |                                   |
| 3rd  | 2019年5月1日   | 新元号覚え歌       | デジタル・ダウンロード | 未公表   | 圏外       |                                   |
| 4th  | 2019年8月7日   | J-POPは終わらない  | デジタル・ダウンロード | 未公表   | 圏外       |                                   |
| 5th  | 2019年8月28日  | 夏ぼっち           | デジタル・ダウンロード | 未公表   | 圏外       |                                   |
| 6th  | 2020年3月7日   | Part.2             | デジタル・ダウンロード | 未公表   | 圏外       |                                   |
| 7th  | 2020年5月22日  | 目覚めるだけ       | デジタル・ダウンロード | 未公表   | 圏外       |                                   |
| 8th  | 2020年7月31日  | Times              | デジタル・ダウンロード | 未公表   | 圏外       | アクティブ10 マスと！テーマソング |
| 9th  | 2021年2月19日  | Good Gravity       | デジタル・ダウンロード | 未公表   | 圏外       |                                   |
| 10th | 2021年3月26日  | PULL ME OUT!       | デジタル・ダウンロード | 未公表   | 圏外       | AppleギフトカードCMソング         |
| 11th | 2021年4月30日  | プラネット・ナイン | デジタル・ダウンロード | 未公表   | 圏外       |                                   |
| 12th | 2021年6月21日  | 梅雨嫌い           | デジタル・ダウンロード | 未公表   | 圏外       |                                   |
| 13th | 2022年1月30日  | また会いましょう   | デジタル・ダウンロード | 未公表   | 圏外       |                                   |
| 14th | 2022年11月25日 | Get Money          | デジタル・ダウンロード | 未公表   | 圏外       |                                   |

|      | 発売日         | タイトル           | 規格                   | 収録作品 | ビルボード   | 備考 |
| ---- | -------------- | ------------------ | ---------------------- | -------- | ------------ | ---- |
| 1st  | 2023年8月24日  | 人マニア           | デジタル・ダウンロード | 未公表   | 14週連続首位 |      |
| 2nd  | 2023年10月19日 | ホントノ           | デジタル・ダウンロード | 未公表   | 最高2位      |      |
| 3rd  | 2023年12月23日 | アコトバ           | デジタル・ダウンロード | 未公表   | 圏外         |      |
| 4th  | 2024年2月20日  | ミニ偏             | デジタル・ダウンロード | 未公表   | 圏外         |      |
| 5th  | 2024年3月6日   | イガク             | デジタル・ダウンロード | 未公表   | 最高1位      |      |
| 6th  | 2024年5月20日  | 歌うbot            | デジタル・ダウンロード | 未公表   |              |      |
| 7th  | 2024年6月5日   | ユレ弧             | デジタル・ダウンロード | 未公表   |              |      |
| 8th  | 2024年12月7日  | しんかしんかしんか | デジタル・ダウンロード | 未公表   |              |      |
| 9th  | 2025年2月25日  | ノシノシ           | デジタル・ダウンロード | 未公表   |              |      |
| 10th | 2025年2月25日  | ブルーライトマーチ | デジタル・ダウンロード | 未公表   |              |      |
| 11th | 2025年2月25日  | 前ノハナシ         | デジタル・ダウンロード | 未公表   |              |      |
| 12th | 2025年2月25日  | 外のヒト           | デジタル・ダウンロード | 未公表   |              |      |

### デジタル・アルバム
|     | 発売日         | タイトル    | 規格                   | ビルボード | 備考 |
| --- | -------------- | ----------- | ---------------------- | ---------- | ---- |
| 1st | 2023年5月9日   | アセトン    | デジタル・ダウンロード | 圏外       |      |
| 2nd | 2023年10月19日 | スクリーンⅡ | デジタル・ダウンロード | 圏外       |      |

## 楽曲提供
- Native Instruments
  - EXPANSION CM（SASUKE Ver.）（作曲・編曲）
- CHEMISTRY
  - PIECES OF A DREAM（Remix）
- DANCE LEAGUE
  - 四国INFINITY楽曲提供（作曲・編曲）
- 新しい地図 join ミュージック
  - #SINGING（作詞・作曲・編曲）
- Buffalo Daughter
  - Elephante Marinos（Remix）
- NHK松山ニュース番組ひめポン
  - 番組テーマソング・お天気コーナー（作曲・編曲）
- m-flo
  - EKTO（Remix）
- Ghost like girlfriend
  - Version/Remix集/髪の花（Remix）
- Vtuber カミナリアイ（ヤッターマン2号）
  - ウラオモテ（veil Real）（作詞・作曲・編曲）
- 久保田利伸+SASUKE+RUN THE FLOOR
  - JAM fo'freedom（Remix）
- SCANDAL
  - Tonight（編曲・サウンドプロデュース・プログラミング）
- 角川ドワンゴ学園N高等学校
  - 希望の定理（～I'll make your wish)（作詞・作曲・編曲）
- 三菱地所レジデンス（ザ・パークハウス新浦安マリンヴィラ）
  - CMソング/そこに、海があったんだ。（作曲・編曲・歌唱）
- 渋谷未来デザインプロジェクトNext Generations Dance@Home
  - HOUSE/BREAKIN'（作曲・編曲）
- マイティアCLブランド
  - CMソング/すずアニメ編（編曲）
- GU×STUDIO SEVEN
  - O・Y（作曲・編曲）
- 鈴木みのり
  - 上ミノ/わからないのよBABY（編曲）
- テレビ愛媛
  - ハッピーベビーキャンペーンテーマソング（作詞・作曲・編曲・歌唱）
- トップハムハット狂
  - Stress Fish（トラック提供）
- Supersonic Cities,Adventure1-Tokyotronica
  - Where You're At(Tokyo)（作曲・編曲）
- KDDI YouTube番組
  - 『5Gの波に乗れ!みてすぎTV』 オープニング曲・番組内BGM（作詞・作曲・編曲・歌唱）[18]
- フジテレビ キャラダチミュージアム～MoCA～
  - 番組オリジナル音楽（作曲・編曲）
- SONY toio ピコトンズ
  - ピコトンズ!僕らはミュージシャン（作詞・作曲・編曲・歌唱）
- KDDI YouTube番組
  - みてすぎTV、年末ダイジェスト動画曲（作曲・編曲・歌唱）
- Eテレ
  - アクティブ10 マスと!テーマ音楽 Times（作曲）
  - ゴー!ゴー!キッチン戦隊クックルン　音楽・オープニング・エンディング・挿入歌（2021年3月29日 - ）[18]
- もさを。
  - ぎゅっと。（Remix）
- 大塚愛
  - 犬塚愛 One on One Collaboration/ユメクイ（Remix）
- 郷ひろみ
  - 「100GO!回の確信犯」（作詞・作曲・ミックス）
- 崎山蒼志
  - 「しょうもない夜」（編曲(Rebuild Arrangement)）
- 学園アイドルマスター
  - 「初」（作詞・作曲・編曲）
- REAL AKIBA BOYZ loves 田口華有&AiRyA from REAL AKIBA BAND
  - フライド☆プライド（作詞・作曲・編曲）
- 絵留札(CV.伊藤彩沙)
  - 無限モグモグタイム!（作詞・作曲・編曲）
- Sou
  - 「リダイレクト」（作詞・作曲・編曲）
- NEEDY GIRL OVERDOSE
  - 「きゅびずむ」（作曲）
  - 「きゅびびびびずむ」（作曲・MV edit）
- 321アイドル部
  - よくばりバイリンガール（作詞・作曲・編曲）
- ゆーり
  - ハート111（作詞・作曲・編曲）
  - ピーキーピーキー（作詞・作曲・編曲）
  - カシカ（作詞・作曲・編曲）
  - カンタンミュージック（作詞・作曲・編曲）
  - あいうぉん（編曲）
  - ウシロジカン（作詞・作曲・編曲）
  - 隙（作詞・作曲・編曲）
  - でんぱとまとま（作詞・作曲・編曲）
- PlayStation®
  - 特別映像”PlayStation® Lineup Video 「プペプペパピプパップ」（作曲・編曲・ミックス・ボーカル）
- PASTEL RADIO
  - りんりん倫理（作詞・作曲・編曲）
- 七海うらら
  - それはうららか？（作詞・作曲・編曲）
- 衣川季肋(CV:佐藤祐吾)&斜木七基(CV:大塚剛央)
  - ガラスワールド（作詞・作曲・編曲）
- 音ノ乃のの
  - ののの音々ネ！（作詞・作曲・編曲・ミックス）
- COOL&CREATE
  - 最終鬼畜妹フランドール・S（原口沙輔は鬼畜なのか？remix）（remix）
- ナナヲアカリ
  - ブループリント（Sasuke Haraguchi Remix）（remix）
- wotaku
  - シャンティ （原口沙輔 is not おSHANTI Remix）（remix）
- Reol
  - 感情御中（CRUSHed Remix）（remix）
- higma
  - echo（原口沙輔 Remix）（remix）

- TEMPLIME
  - こえがする（remix）
- ミドリーズ
  - ハートブレーキ
- UNITED ARROWS
  - コンセプトムービー「異次元リミックス」（楽曲制作）
- ピーナッツくん
  - ピーナッツくんをプロデュース！？（楽曲制作）
- 少年ジャンプ+
  - アーニャのきもちいっぱい！ 『SPY×FAMILY』 5周年記念スペシャルムービー（楽曲制作）
- さなのばくだん。
  - だじゃれくりえぃしょん（remix）
- 嚩ᴴᴬᴷᵁ
  - Anti Piracy Screen（作曲）
- サンリオピューロランド
  - 期間限定パレード「きゅあかわきゅーと！デビュー記念ライブ」（楽曲制作）
  - KAWAIIはフルカラー（作詞・作曲・編曲）
  - KAWAIIは正義（作詞・作曲・編曲）
  - KAWAIIは最高（作詞・作曲・編曲）
  - KAWAIIはありのままに（作詞・作曲・編曲）
- 相対性理論
  - 地獄先生（カバー）
- 日テレ
  - 日テレ『うぶごえ』「クルトラブル」（作詞・作曲・編曲）
- 梓川
  - 霧傷（作詞・作曲）
- テトライブ2025
  - lite to.flac「テテ」（作詞・作曲・編曲・ミックス）
  - lite to. flac「Scrap＆」（ミックス・マスタリング）
- 根本凪
  - メンタルブレイクダンス（作詞・作曲）
- Toxic-a-Holic
  - 快楽主義のままごと(作詞・作曲・編曲・謎)
- VEE
  - アウトラージュ（編曲）
- 春雨麗女
  - crazy styler（作詞・作曲・編曲）
  - submerge（作詞・作曲・編曲）